# John Panamthottathil
John Panamthottathil CMI (ur. 31 maja 1966 w Peravoor) – indyjski duchowny syromalabarski pracujący w Australii, biskup Melbourne od 2023.

## Życiorys
Święcenia kapłańskie przyjął 26 grudnia 1997 w zgromadzeniu karmelitów Maryi Niepokalanej. Był m.in. przełożonym indyjskiej prowincji zakonnej, a także duszpasterzem zakonnych parafii w Australii oraz w rodzinnym kraju.
14 stycznia 2023 papież Franciszek mianował go biskupem eparchii św. Tomasza Apostoła w australijskim Melbourne oraz na wizytatora apostolskiego dla syromalabarczyków przebywających w Nowej Zelandii. Sakry udzielił mu 31 maja 2023 kardynał George Alencherry.